# Ґолухи
Ґолухи (пол. Gołuchy) — село в Польщі, у гміні Варта Серадзького повіту Лодзинського воєводства.
Населення — 113 осіб (2011).
У 1975—1998 роках село належало до Серадзького воєводства.

## Демографія
Демографічна структура станом на 31 березня 2011 року:
|          | Загалом | Допрацездатний вік | Працездатний вік | Постпрацездатний вік |
| -------- | ------- | ------------------ | ---------------- | -------------------- |
| Чоловіки | 54      | 6                  | 41               | 7                    |
| Жінки    | 59      | 14                 | 30               | 15                   |
| Разом    | 113     | 20                 | 71               | 22                   |